# Ichthyoxenus formosanus
Ichthyoxenus formosanus là một loài chân đều trong họ Cymothoidae. Loài này được Harada miêu tả khoa học năm 1930.